# Panzerzug Pskowitjanin
Der Panzerzug Pskowitjanin (russisch Бронепоезд Псковитянин Bronepojesd Pskowitjanin, deutsch: Einwohner von Pskow) war ein Panzerzug der Weißen Armee aus der Zeit des Russischen Bürgerkrieges von 1919.

## Geschichte
In Pskow wurde, kurz vor der Herbstoffensive der Weißen Armee, ein neuer Panzerzug zusammengestellt. Nach der Fertigstellung wurde er der Nord-Westlichen Armee der Weißen Armee unter dem Kommando von General Yudenich unterstellt. Der Name des Panzerzuges stammte zum einen vom Aufstellungsort und zum anderen durch Besatzungsmitglieder aus Pskow.

## Technische Daten
Über die Zusammensetzung des Panzerzuges sind keine Informationen bekannt.

## Einsatz
Für Oktober 1919 war eine Gegenoffensive gegen Petrograd geplant. Dazu wurden die Truppen durch den Panzerzug Pskowitjanin, den Panzerzug Admiral Koltschak, den Panzerzug Admiral Essen und den Panzerzug Talabtschanin unterstützt. Sie konnten jedoch nicht direkt in den Kampf eingreifen, da die Brücken über die Luga durch bolschewistische Truppen gesprengt wurden.
Als die Offensive ins Nichts verlief und die Weiße Armee sich Ende 1919 zurückziehen musste, wurde der Panzerzug Pskowitjanin von bolschewistischen Truppen beschossen und so schwer beschädigt, dass die Besatzung ihn aufgeben musste.

## Zugpersonal
- Kanonier Wsewolod Dmitrijewitsch Ljapunow